# Tattoo Convention Frankfurt
Die Tattoo Convention Frankfurt war eine der weltgrößten Tattoo-Messen, sie fand von 1993 bis 2019 jährlich in Frankfurt statt.

## Geschichte
Im Jahr 1993 eröffnete Veranstalter Thomas „Tommy“ Köhler, Inhaber eines Tattoostudios und Gründungsmitglied der Berufsorganisationen United European Tattoo Artists UETA e.V. und Deutsche Organisierte Tätowierer (DOT), die erste Internationale Tattoo Convention Frankfurt. Es kamen damals 40 Aussteller in das alte Forum neben der Festhalle auf dem Frankfurter Messegelände. Diese Convention war die erste, auf die ein breites Medienecho folgte. Sendungen wie Hans Meiser und Vera am Mittag berichteten von dem Ereignis. Im Jahr 2009 waren es bereits 400 und 2018 präsentierten sich mehr als 700 Aussteller aus der ganzen Welt. Es war die Tätowierer-Szene Europas und der Welt versammelt; Tätowierer aus Asien, aber auch Russland, aus Polen und Italien, Norwegen, aus den USA und Kanada.

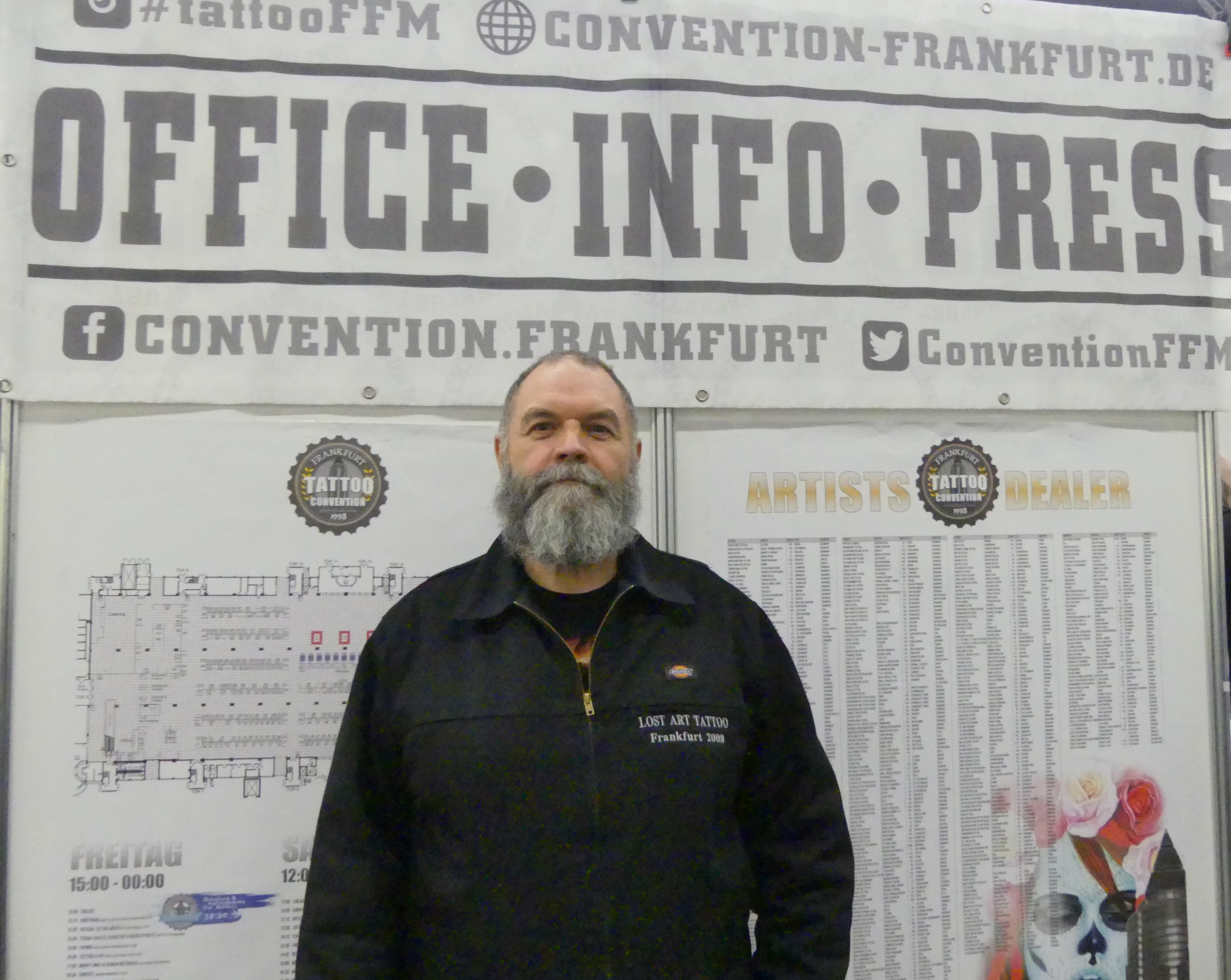
Tommy Köhler 2019

„‚Wir haben damals mit der Messe begonnen, um das Tätowieren gesellschaftsfähig zu machen‘, sagt Tommy Köhler, ein bäriger Typ, dessen Gesicht sich hinter einem Vollbart versteckt. Tattoos, so Köhler, hätte man damals mit Knastbrüdern und Schlägereien assoziiert. ‚Heute sitzt hier der Banker neben dem Punk.‘“

„Es gab viele Tätowierer, die kamen und gingen. In den vergangenen Jahrzehnten tauchten dutzende Tätowierer und Szene-Größen auf, deren Namen mit Sicherheit in diese Ruhmeshalle gehören. Doch es gibt nur einige Wenige, die sich gleich in mehrerlei Hinsicht um die nationale und internationale Tattoo-Szene verdient gemacht haben. Einer dieser besonderen Personen ist Thomas »Tommy« Köhler.“

## Trivia
Die Veranstalter der Tattoo Convention Frankfurt, Stefan und Tommy Köhler, führten regelmäßig Verlosungen zugunsten der Hilfe für krebskranke Kinder Frankfurt e.V. durch und unterstützen den Verein durch eigene Spenden.

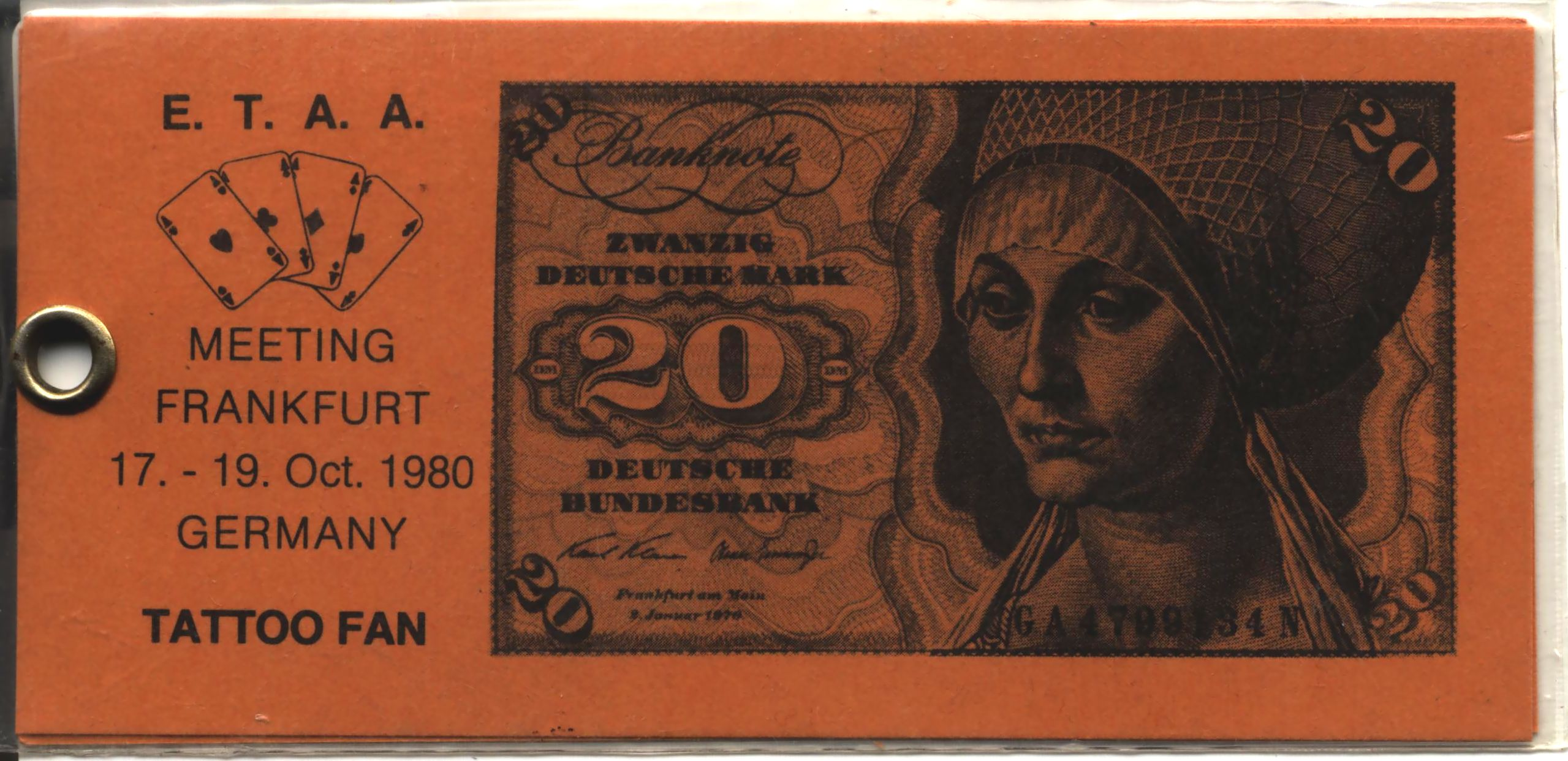
Tattoo Meeting 1980 Frankfurt

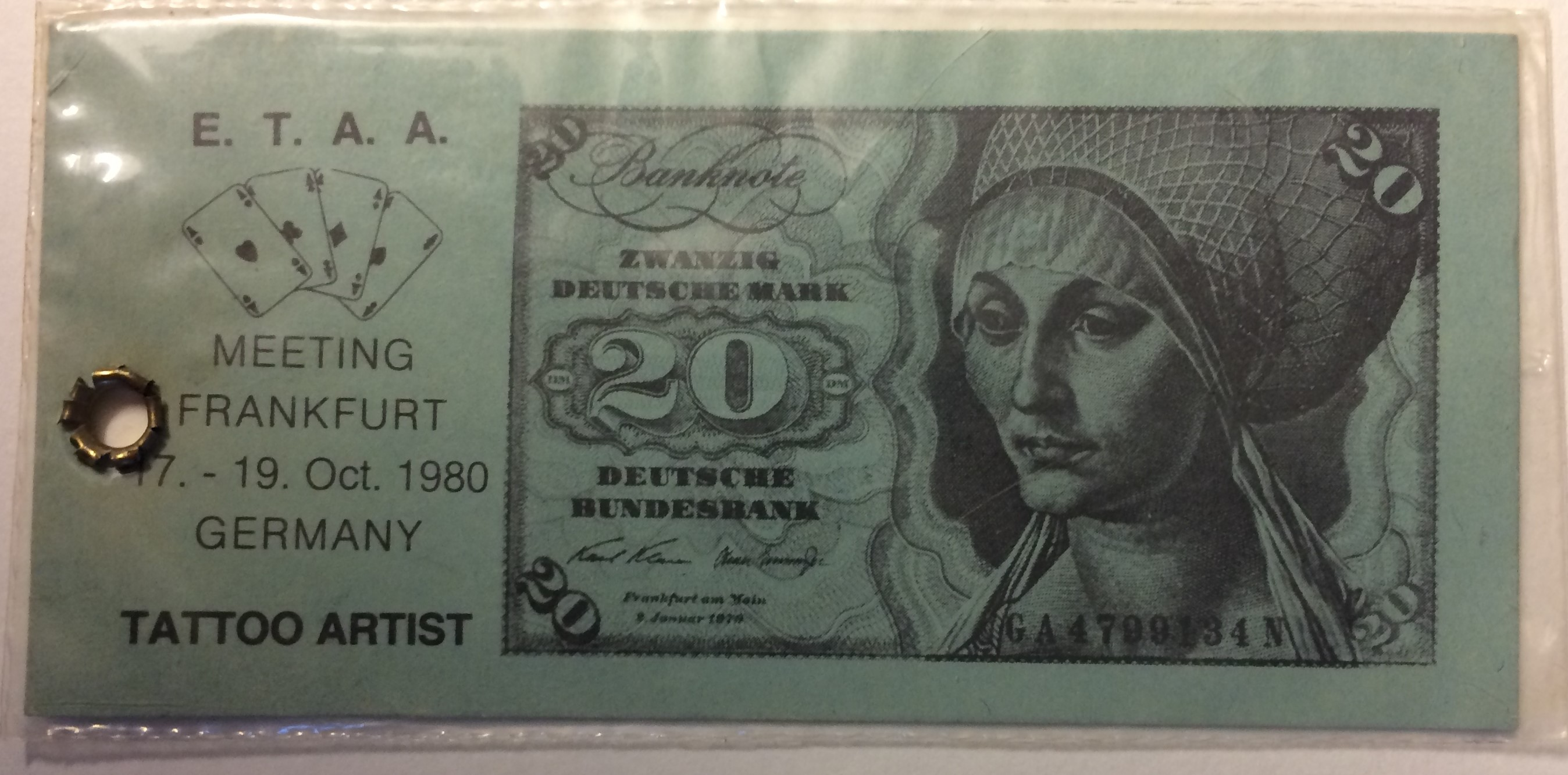
Tattoo Meeting 1980 Frankfurt

Frankfurt gilt als traditioneller Standort für Tattoo-Treffen. Der Tätowierer „Samy“ Horst Streckenbach veranstaltete vom 17. bis 19. Oktober 1980 in Frankfurt am Main die vermutlich erste Tattoo Convention in Deutschland.